# Marek Bęben
Marek Stanisław Bęben (ur. 28 kwietnia 1958 w Czeladzi) – polski piłkarz, grający na pozycji bramkarza. Znany głównie z występów w Zagłębiu Sosnowiec, Górniku Zabrze, Polonii Bytom i Odrze Wodzisław Śląski.

## Kariera
Marek Bęben przez wiele lat występował na boiskach polskiej Ekstraklasy, zadebiutował i najwięcej spotkań rozegrał w Zagłębiu Sosnowiec, następnie grał w Górniku Zabrze, Polonii Bytom i Odrze Wodzisław Śląski.
W klubie z Wodzisławia Śląskiego grał przez dwa sezony. 3 maja 1998 rozegrał swój 300. mecz w Ekstraklasie (spotkanie Odra-Widzew) oraz w Odrze zakończył karierę sportową. Również w Odrze rozpoczął pracę jako trener i kierownik drużyny. W polskiej Ekstraklasie rozegrał 311 spotkań. 
W sezonie 2008/2009 amatorsko grał w drużynie Niwy Brudzowice w A klasie okręgu Sosnowiec. Od 2009 do 2012 roku był grającym trenerem w Moravii Morawica, która występuje w świętokrzyskiej lidze okręgowej.
Ojciec Marcina, byłego bramkarza m.in. Odry Wodzisław i Zagłębia Sosnowiec. W wyniku choroby w 2016 r. amputowano mu prawą nogę.